# Sylva Koscina
Sylva Koscina (rodným jménem Silvija Košćina; 22. srpna 1933 Záhřeb – 26. prosince 1994 Řím) byla italská herečka, slavná především v 50. a 60. letech 20. století.
Narodila se v Chorvatsku (tehdy Jugoslávie) řeckému otci a polské matce. Do Itálie odešla během druhé světové války, spolu se sestrou, která si vzala Itala. Ještě jako náctiletá vyhrála soutěž krásy a věnovala se pak modelingu. V roce 1954 korunovala vítěze cyklistického závodu Giro d'Italia. Rok poté se prvně mihla ve filmu, v Totòově komedii Siamo uomini o caporali (později se objevila ještě v několika Totòových filmech). Ve snímku Pietra Germiho Il Ferroviere z roku 1956 již měla jednu z hlavních rolí. Stala se pak hvězdou italského filmu 50. let, k nejslavnějším jejím kreacím z té doby patří role v mytologicko-historickém spektáklu Le Fatiche di Ercole z roku 1958 (objevila se i v pokračování Ercole e la regina di Lidia).
V 60. letech uspěly komedie s Albertem Sordim Nesnáze s kariérou nebo Kriminálníci. Byla s oblibou obsazována také do historických kostýmních podívaných jako Válečník ze Sieny nebo dvoudílný Boj o Řím. Otevřely se jí též dveře do světa, především pak do Francie, kde natočila řadu snímků: oblíbenou mušketýrskou komedii Železná maska s Jeanem Maraisem, kriminálku L'Arme à gauche, kde zářila po boku Lina Ventury, nebo dobrodružný snímek Dobrodruh z Istanbulu, kde byl jejím protihráčem Horst Buchholz. Režisér Yves Robert ji dal příležitost v komedii Také velké bankovky mohou být falešné. V Británii natočila krimikomedii Horko jako v červnu s Dirkem Bogardem nebo mysteriózní krimi drama Něžné pohlaví (Deadlier Than the Male).
V roce 1967 nafotila sérii aktů pro americký časopis Playboy. Záhy se objevila v několika hollywoodských produkcích, například v kriminálce A Lovely Way to Die po boku Kirka Douglase nebo ve válečném snímku Tajná válka Harryho Frigga (The Secret War of Harry Frigg), tentokrát vedle Paula Newmana. Zahrála si též v romantické komedii Three Bites of the Apple. Pozici sex-symbolu si upevnila snímkem L'assoluto naturale, kde se v roce 1969 objevila nahá. Ve stejném roce se uplatnila i v rodné vlasti, když přijala roli v jugoslávském válečném velkofilmu Bitva na Neretvě (Bitka na Neretvi). V roce 1973 si zahrála jednu z hlavních rolí ve španělském thrilleru Pár bot č. 32. Z pozdních prací lze zmínit roli v populárním romantickém muzikálu Cindy z roku 1984.